# Neuquenaphis similis
Neuquenaphis similis är en insektsart. Neuquenaphis similis ingår i släktet Neuquenaphis och familjen långrörsbladlöss. Inga underarter finns listade i Catalogue of Life.